# Lanrick Castle

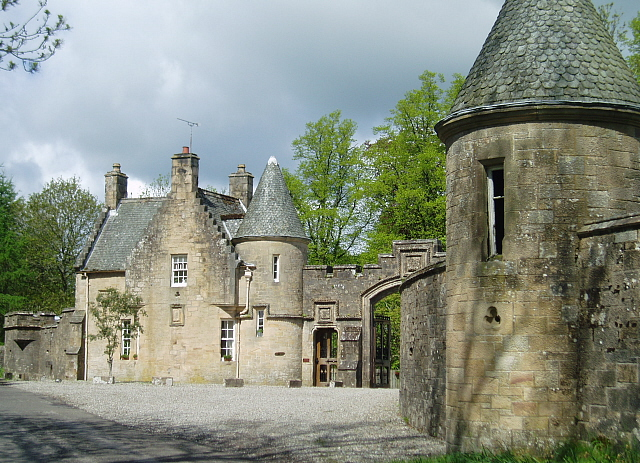
Lanrick Castle

Lanrick Castle war ein Schloss bei Stirling in Schottland am rechten Ufer des Flusses Teith.

## Geschichte
Es wurde in den 1790er Jahren von James Gillespie Graham oder Andrew Heiton junior erbaut und gehörte einst dem Geschlecht der Menteith, ging aber durch eine Heirat in den Besitz der Haldanes über und wurde später an Sir John Murray Mc Gregor, ein Oberhaupt des McGregor-Clans, verkauft, weshalb es auch zeitweise unter dem Namen Clan Gregor Castle bekannt war. Zu dem Anwesen gehörte ab dieser Zeit das Lanrick Macgregor Monument. 1830 verkaufte Evan McGregor das Schloss an den Opiumhändler William Jardine, einen der Gründer von Jardine Matheson Holdings. Etwa seit 1930 war das Schloss nicht mehr bewohnt und verfiel zusehends; 1994 zerstörte ein Brand das Interieur, soweit es noch vorhanden war, und das Dach.

## Der Abriss

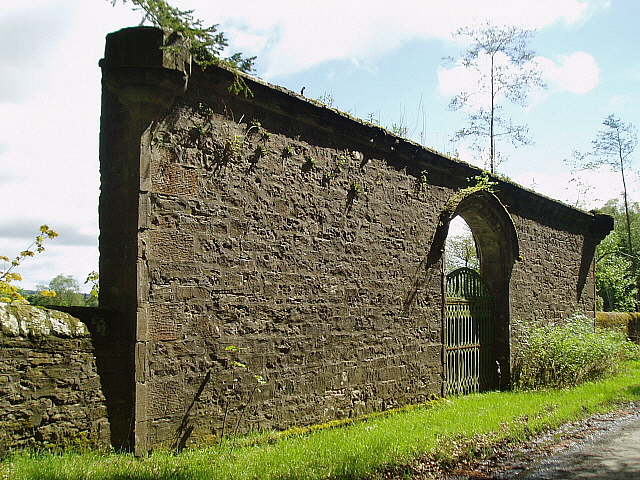
Der ehemalige Seiteneingang

Als im Februar 2002 ein Sturm schwere Schäden verursacht hatte, ließ sein Eigentümer Alistair Dickson das Schloss kurzerhand abreißen, obwohl es auf der B-Liste der schützens- und erhaltenswerten Gebäude Schottlands stand, da die Instandsetzung für ihn unbezahlbar gewesen wäre.
Seine Tat löste jedoch nicht nur Empörung, sondern auch Verständnis aus, da Lanrick Castle zu den Gebäuden gehörte, die zwar als schützenswert anerkannt worden waren, für deren Erhalt die Besitzer jedoch keinerlei finanzielle Unterstützung erhielten. Nachdem die Zerstörung bekannt geworden war, wurde diskutiert, ob Alistair Dickson gezwungen werden sollte, das Bauwerk zu rekonstruieren, doch kam er dann mit einer Geldstrafe davon.
Von dem Schloss mit seinen Türmen und Zinnen blieben neugotische Wandvertäfelungen, ein Erker und Möbel übrig, die bereits 1987 nach Deutschland verkauft, umgearbeitet und in eine Hotelhalle in Bad Oberdorf integriert worden waren. Diese Teile stammen aus dem Jahr 1832 und sind mit „George Bell“ signiert.

## Reaktionen
Brian Parnell vom Stirling Civic Trust äußerte sich zum Baustil in einem Interview kurz nach dem Abriss: It was a very unusual building - you could not say it was one particular style or another. Die Ordnance Gazetteer of Scotland nannte es a handsome modern castellated edifice, with very fine grounds. Doch schon wenige Tage nach der Zerstörung des Schlosses war in einem Kommentar zu dem Geschehen zu lesen: Let the heritage boffins weep no crocodile tears over Lanrick. The castle was monstrous and ugly. The public would rightly have been outraged if millions of pounds were wasted propping it up. Scotland is not diminished by Lanrick’s passing and that, therefore, should be the end of that.

## Erhaltene Bauwerke und Teile
Von den erhalten gebliebenen Außenbauwerke ist das Lanrick Macgregor Monument als einziges als Denkmal der höchsten Kategorie A klassifiziert. Des Weiteren sind ein rund 250 Meter südöstlich des Schlosses befindliches Portal, die ehemaligen Stallungen sowie eine Grotte als Kategorie-B-Denkmäler eingestuft. Die am gegenüberliegenden Teith-Ufer gelegene North Lodge und der ehemalige Zwinger sind hingegen als Denkmäler der Kategorie C geschützt. Diese Gebäude befinden sich teilweise in schlechtem Zustand. So wurden das Macgregor Monument, die Stallungen sowie die North Lodge in das Register gefährdeter denkmalgeschützter Bauwerke in Schottland aufgenommen.

Bibliotheksbogen
Wandvertäfelung
„Schlosszimmer“ mit Wand- und Deckenverkleidung, Erker und Bogenfenster
Kaminumrandung